# Teuthraustes akananensis
Espèce
Teuthraustes akananensis est une espèce de scorpions de la famille des Chactidae.

## Distribution
Cette espèce est endémique de l'État d'Amazonas au Venezuela. Elle se rencontre vers Atabapo.

## Étymologie
Son nom d'espèce, composé de akanan[A] et du suffixe latin -ensis, « qui vit dans, qui habite », lui a été donné en référence au lieu de sa découverte, Akañaña.

## Publication originale
- González-Sponga, 1984 : Tres nuevas especies de la amazonia de Venezuela (Scorpionida. Chactidae). Boletín de la Academia de Ciencias Físicas, Matemáticas y Naturales, vol. 44, no 135/136, p. 142-165.